# Eudarcia isoploca
Eudarcia isoploca is een vlinder uit de familie van de Meessiidae. Deze soort is voor het eerst wetenschappelijk beschreven als Demobrotis isoploca door Edward Meyrick in een publicatie uit 1892.
De soort komt voor in Australië.